# 佐伯式麻呂
佐伯 式麻呂（さえき の のりまろ）は、奈良時代の武人。姓は宿禰。位階は正七位下。

## 経歴
養老5年（721年）元正天皇から学業を修めているなど模範とすべき官人に対して褒賞が行われた際、武芸に優れているとして他の3名の官人、凡海興志、板安犬養、置始首麻呂と共に絁10疋・絹糸10絇・麻布20端・鍬20口などを与えられた（この時の位階は正七位下）。